# Stanisława Nowicka (1905–1990)

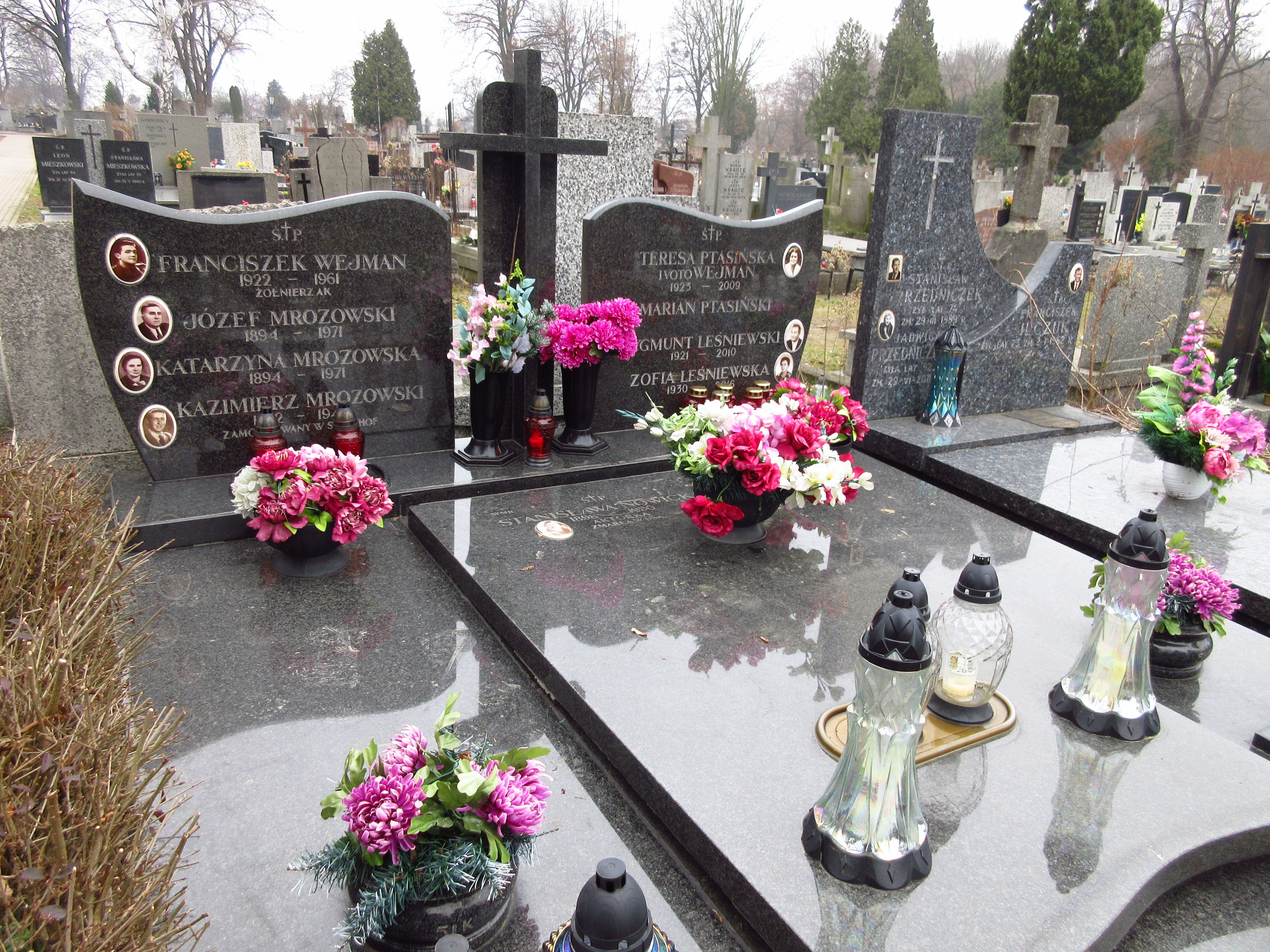
Grób symboliczny Stanisławy Nowickiej na cmentarzu Bródnowskim

Stanisława Nowicka (Nowicka-Chylinska), pseudonimy Sylwia Nowicka, Stanisława Sowińska, Stacha Nowicka (ur. 8 marca 1905 w Warszawie, zm. 24 października 1990 w Yorktown koło Nowego Jorku) – polska śpiewaczka i tancerka kabaretowa.

## Życiorys
Uczyła się w Teatrze Wielkim w Warszawie, debiutowała w 1915. W 1916 tańczyła z Polą Negri w teatrze "Casino" w Łodzi. Zadebiutowała jako piosenkarka w 1920 i śpiewała w tym roku razem z Karolem Hanuszem.
W 1927 zaczęła pracować w „Nowym Perskim Oku”, potem w kabarecie Morskie Oko, a następnie w kabarecie „Wesołe oko”. W 1929 zaczęła nagrywać dla wytwórni płytowej Syrena Rekord. W 1929 zaśpiewała napisane dla niej przez Jerzego Petersburskiego przebojowe „Tango milonga”. Śpiewała także znane tanga „I tak mi ciebie żal”, „Nie odchodź ode mnie”, „Za dawno za dobrze się znamy”, a w rewii Uśmiech Warszawy (1930), popularną piosenkę „Chodź na Pragę”. Wystąpiła jako aktorka i wokalistka w przedwojennym filmie Rycerze mroku (1932). Pod koniec 1934(?) wyjechała do Stanów Zjednoczonych. Była tłumaczem, zajmowała się parapsychologią, napisała książkę o Houdinim, prowadziła salon wróżb. Oprócz tego była malarką, prowadziła salon artystyczny i należała do Amerykańskiego Towarzystwa Teozoficznego w Chicago, mieszkała w Nowym Jorku. Mieszkała również w mieście Yorktown, w stanie Nowy Jork, w domu przy Gomer Street. Swoich zdolności parapsychologicznych używała do opieki nad Janem Lechoniem.
W 1985 doznała paraliżu i ostatnie lata życia poruszała się na wózku inwalidzkim. Na cmentarzu Bródnowskim w Warszawie (kwatera 51K-2-1/2) znajduje się symboliczny grób aktorki.